# Alfabeto arabo-persiano
L'alfabeto arabo-persiano è un sistema di scrittura che si basava originariamente sull'alfabeto arabo.
In principio usato esclusivamente nella lingua araba, l'alfabeto arabo fu modificato per adattarsi alla lingua persiana, aggiungendo quattro lettere پ [p], چ [t͡ʃ], ژ [ʒ], e گ [ɡ]. Molte lingue che usano l'alfabeto arabo-persiano hanno lettere addizionali (e.g. jawi per l'indonesiano e malese).
La scrittura arabo-persiana fu applicata all'alfabeto urdu, all'alfabeto saraiki, all'alfabeto curdo sorani, a Luri, all'alfabeto turco-ottomano, all'alfabeto beloci, alla scrittura Punkubi Shahmukhi, al tataro, all'azero e a molti altri.

## L'alfabeto

### Grafia delle lettere e trascrizione DIN 31635
La trascrizione si basa sull'alfabeto latino con l'aggiunta di alcuni diacritici. La vocale lunga viene trascritta con una sbarretta/macron sopra la vocale o con l'accento circonflesso sopra la vocale (e.g. dâl = dāl). In arabo e urdu si usa il macron.
| Nome            | DIN 31635                     | IPA                                              | Forme contestuali | Forme contestuali | Forme contestuali | Forme contestuali |
| Nome            | DIN 31635                     | IPA                                              | Finale            | Intermedia        | Iniziale          | Isolata           |
| --------------- | ----------------------------- | ------------------------------------------------ | ----------------- | ----------------- | ----------------- | ----------------- |
| ʾalef           | ā / ʾ                         | [ɑ]                                              | ـا                | ـا                | آ / ا             | ﺍ                 |
| be              | b                             | [b]                                              | ـب                | ـبـ               | ﺑ                 | ب                 |
| pe              | p                             | [p]                                              | ـپ                | ـپـ               | ﭘ                 | پ                 |
| te              | t                             | [t]                                              | ـت                | ـتـ               | ﺗ                 | ﺕ                 |
| s̱e              | s̱                             | [s]                                              | ـث                | ـثـ               | ﺛ                 | ﺙ                 |
| jim             | j                             | [d͡ʒ]                                             | ﺞ‎                 | ـجـ‎               | ﺟ‎                 | ﺝ‎                 |
| če              | č, c                          | [t͡ʃ]                                             | ﭻ‎                 | ـچـ‎               | ﭼ‎                 | ﭺ‎                 |
| ḥe(-ye jimi)    | ḥ                             | [h]                                              | ﺢ‎                 | ـحـ‎               | ﺣ‎                 | ﺡ‎                 |
| khe             | x                             | [x]                                              | ﺦ‎                 | ـخـ‎               | ﺧ‎                 | ﺥ‎                 |
| dāl             | d                             | [d]                                              | ـد‎                | ـد‎                | ﺩ‎                 | ﺩ‎                 |
| ẕāl             | ẕ                             | [z]                                              | ـذ‎                | ـذ‎                | ﺫ‎                 | ﺫ‎                 |
| re              | r                             | [ɾ]                                              | ـر‎                | ـر‎                | ﺭ‎                 | ﺭ‎                 |
| ze              | z                             | [z]                                              | ـز‎                | ـز‎                | ﺯ‎                 | ﺯ‎                 |
| že              | ž (zh)                        | [ʒ]                                              | ـژ‎                | ـژ‎                | ژ‎                 | ژ‎                 |
| sin             | s                             | [s]                                              | ـس‎                | ـسـ‎               | ﺳ‎                 | ﺱ‎                 |
| šin             | š (sh)                        | [ʃ]                                              | ـش‎                | ـشـ‎               | ﺷ‎                 | ﺵ‎                 |
| ṣād             | ṣ                             | [s]                                              | ـص‎                | ـصـ‎               | ﺻ‎                 | ﺹ‎                 |
| żād             | ż                             | [z]                                              | ـض‎                | ـضـ‎               | ﺿ‎                 | ﺽ‎                 |
| ṭā              | ṭ                             | [t]                                              | ـط‎                | ـطـ‎               | ﻃ‎                 | ﻁ‎                 |
| ẓā              | ẓ                             | [z]                                              | ـظ‎                | ـظـ‎               | ﻇ‎                 | ﻅ‎                 |
| ʿeyn            | ʿ                             | [ʔ]                                              | ـع‎                | ـعـ‎               | ﻋ‎                 | ﻉ‎                 |
| ġeyn            | ġ                             | [ɣ], [ɢ]                                         | ـغ‎                | ـغـ‎               | ﻏ‎                 | ﻍ‎                 |
| fe              | f                             | [f]                                              | ـف‎                | ـفـ‎               | ﻓ‎                 | ﻑ‎                 |
| qāf             | q                             | [ɢ], [ɣ], [q] (in alcuni dialetti)               | ـق‎                | ـقـ‎               | ﻗ‎                 | ﻕ‎                 |
| kāf             | k                             | [k]                                              | ـک‎                | ـکـ‎               | ﮐ‎                 | ک‎                 |
| gāf             | g                             | [ɡ]                                              | ـگ‎                | ـگـ‎               | ﮔ‎                 | گ‎                 |
| lām             | l                             | [l]                                              | ـل‎                | ـلـ‎               | ﻟ‎                 | ﻝ‎                 |
| mim             | m                             | [m]                                              | ـم‎                | ـمـ‎               | ﻣ‎                 | ﻡ‎                 |
| nun             | n                             | [n]                                              | ـن‎                | ـنـ‎               | ﻧ‎                 | ﻥ‎                 |
| vāv             | v / ū / ow / (w/aw/ō in Dari) | [v]-, [uː], [ow] ([w], [aw], [u:] in Dari); -[o] | ـو‎                | ـو‎                | و‎                 | و‎                 |
| he(-ye do-češm) | h, ẹ                          | [h], -[e]                                        | ـه‎                | ـهـ‎               | هـ‎                | ﻩ‎                 |
| ye              | y / ī / á (ay/ē in Dari)      | [j], [i], [ɒː]; [ei] (o [ai] in Dari)            | ﯽ‎                 | ـیـ‎               | ﻳ‎                 | ﻯ‎                 |

### Pronuncia dell'alfabeto
La ـه cioè la ه in forma finale, viene traslitterata "ẹ", "eh" o a volte anche "é" quando ha suono IPA:[e]. Es. سه sẹ (tre), نویسنده nevisandẹ (scrittore).
| Forme contestuali | Trascriz. IPA                        | Spiegazione |
| ----------------- | ------------------------------------ | --- |
| ﺍ                 | [ɒ], [æ]                             | È una "a" di albero, aperta e posteriore/gutturale come nell'inglese in pronuncia Oxbrigdge/Quenn English/Received Pronunciation "car" (la "r" non si pronuncia), tale per cui si ottiene /ɑ/.In più questa vocale è procheila/arrotondata, cioè si pronuncia tenendo le labbra arrotondate in un cerchiolino (questo suono esiste pure in inglese British). La seconda pronuncia fa riferimento alla lingua standard di Teheran ed è "a" di albero molto aperta. In arabo si usa pure per ottenere un allungamento vocalico dalla "a" breve. Si usa pure come "sedia" (kursiyy) per la hamza, cioè lo stacco glottale/colpo di glottide, cioè una consonante che si può immaginare come un lieve colpetto di tosse. Quando una parola inizia per vocale, era sempre accompagnata da un colpo di glottide scritto sopra la alif. La sola ortografia resta in persiano. In arabo la alif si usa pure come sedia per scrivere la hamza dentro una parola seguendo delle complesse e precise regole, tale per cui la sedia può essere la vaav o la ye. Infine, la alif in arabo si usa dopo la nunazione a fine parola -an, cioè un suffisso che dà un connotato di indeterminazione alla parola (corrisponde all'articolo indeterminativo in italiano e altre lingue): in questo contesto è muta. La nunazione -an in arabo si usa pure per formare gli avverbi. |
| ب                 | [b]                                  | È una "b" di balena, consonante sonora. Una consonante si dice sonora se il palmo della mano intorno alla gola sente le vibrazioni delle corde vocali durante la pronuncia. Si paragonino "ffff" e "ssss" con "mmmm" e "vvvv". Nella pronuncia colloquiale, la /b/ può perdere il contatto tra le due labbra, diventando /β/ come in spagnolo. |
| پ                 | [p]                                  | È una "p" di palla, consonante sorda. Deriva da una modifica di "b". Nell'alfabeto arabo originale non è presente, ma si può comunque usare per trascrivere prestiti. |
| ﺕ                 | [t]                                  | È una "t" di tavolo, consonante sorda. |
| ﺙ                 | [s]                                  | È una "s" di senza, consonante sorda. In arabo è una /θ/ sorda interdentale, come nell'inglese "think". In persiano si modifica la pronuncia per un avanzamento che si può sentire pure nell'International English (English as Lingua Franca). Nella grafia corsiva corrente, i tre punti in alto si possono semplificare con una forma a triangolo senza il lato in basso, simile alla lettera lambda Λ. |
| ﺝ‎                 | [d͡ʒ]                                 | È una "gi" di giorno, consonante sonora. In arabo ha la stessa pronuncia ma colloquialmente si può perdere il contatto tra organi, ottenendo un suono presente pure in francese e portoghese. In persiano, questi due suoni sono distinti da due diverse lettere. Quanto all'origine, in arabo antico /d͡ʒ/ era */g/, cioè ua "g" di gatto, consonante sonora (si pensi alla parola "cammello". Il suono non si palatalizza e resta /g/ in dialetto egiziano). In persiano le due lettere sono distinte. |
| ﭺ‎                 | [t͡ʃ]                                 | È una "ci" di cielo, consonante sorda. Nell'alfabeto arabo originale il suono non è presente. |
| ﺡ‎                 | [h]                                  | È un'aspirazione sorda come nell'inglese "have". In arabo, questa aspirazione è faringale: è un'aspirazione gutturale e cupa emessa dal fondo della gola e tenendo la radice della lingua già vicina alla parete della faringe/gola per rendere il suono enfatico e strozzato. Anche la vocale successiva si sentirà chiusa, cupa e strozzata. La mancanza di punti nella lettera sembra indicare un'assenza di contatto tra organi. |
| ﺥ‎                 | [x]                                  | È una "c" di cane sorda e senza contatto tra organi. In arabo, il suono è simile e si può reperire pure in francese e portoghese: è un suono sordo polivibrante emesso facendo vibrare l'ugola (un pendaglio in fondo alla bocca, in zona uvulare) avvicinandole la radice della lingua. Il punto in alto sembra indicare un punto in alto nel cavo orale. |
| ﺩ‎                 | [d]                                  | È una "d" di dente, consonante sonora. |
| ﺫ‎                 | [z]                                  | È una "s" di senza ma sonorizzata (cioè le si aggiungono le vibrazioni delle corde vocali). In alternativa, si può pensare come una "z" di zanzara sonorizzata (come nel Norditalia) e senza contatto tra organi. Il suono deriva da un fronting che si può trovare pure nell'International English siccome in arabo è /ð/, cioè una /d/ sonora interdentale come nell'inglese "that". Il punto in alto sembra indicare un contatto molto blando tra organi. |
| ﺭ‎                 | [ɾ]                                  | È una "r" di arare o come nell'inglese statunitense city, better, sonora e monovibrante (in italiano, se raddoppiata/geminata/tensificata si dice polivibrante). Sporadicamente, in dei prestiti arabi, si può sentire polivibrante. |
| ﺯ‎                 | [z]                                  | È una /z/. Il suono corrisponde in arabo. Il punto in alto sembra indicare una mancanza di contatto tra organi. |
| ژ‎                 | [ʒ]                                  | È una "gi" di gioco, sonora e senza contatto tra organi. In arabo non è presente questa lettera, ma come suono esiste nel registro colloquiale. |
| ﺱ‎                 | [s]                                  | È una "s" di senza, consonante sorda. Il suono corrisponde in arabo. Il cluster a fine parola -/st/ nella parlata colloquiale iraniana può essere semplificato in -/s/ con una caduta di suono. |
| ﺵ‎                 | [ʃ]                                  | È una "sci" di scienza, consonante sorda. |
| ﺹ‎                 | [s]                                  | È una "s" di senza, consonante sorda. In arabo è faringalizzata e enfatica, cioè si pronuncia tenendo già in partenza la radice della lingua vicino alla parete della faringe/gola. Si sentirà una /s/ cupa e strozzata, seguita da una vocale altrettanto cupa e strozzata. Una lettera seguita da faringalizzazione si scrive, per esempio, /sˤ/. |
| ﺽ‎                 | [z]                                  | È una /z/. In arabo è una /d/ faringalizzata. |
| ﻁ‎                 | [t]                                  | È una "t" di tavolo, consonante sorda. In arabo in più è faringalizzata. |
| ﻅ‎                 | [z]                                  | È una /z/. Il suono in arabo è una /ð/ (o, colloquialmente, /z/ per un fronting) faringalizzata. |
| ﻉ‎                 | [ʔ]                                  | È uno stacco glottale/colpo di glottide. In arabo è la fricativa faringale sonora. Si può immaginare come una sorta di vocale neutra (si declamino le consonanti dell'alfabeto senza il nome per intero: "bi, ci, di, effe, gi..." > "b, c, d, f, g...") presa come fantoccio fonetico per ottenere una vibrazione delle corde vocali e si pronunci questo suono tenendo già in partenza la radice della lingua vicina alla parete della faringe/gola (ci si può pure aiutare serrando in parte la glottide). Questo suono è una consonante sonora, che può essere tensificata e seguita da vocali. |
| ﻍ‎                 | [ɣ], [ɢ]                             | È una "g" di gatto, sonora e senza contatto tra organi come in spagnolo e portoghese lusitano/europeo. In arabo, è la vibrazione dell'ugola resa però sonora (come in tedesco, in cui si trascrive /ʀ/). Una seconda pronuncia in persiano è ricostruibile come una "g" di gatto sonora ma non pronunciata con il dorso della lingua contro la zona tondeggiante del palato, ma con la radice della lingua in zona uvulare/nella zona morbida del palato (il velo palatino) e grossomodo dove si trova l'ugola. |
| ﻑ‎                 | [f]                                  | È una "f" di farfalla, consonante sorda. |
| ﻕ‎                 | [ɢ], [ɣ]; [q]                        | È una "g" di gatto sonora e senza contatto tra organi, oppure pronunciata in zona uvulare. In arabo è invece una "c" di cane pronunciata in zona uvulare. Questa pronuncia si sente in alcuni dialetti persiani, in dari e in tagico. |
| ک‎                 | [k]                                  | È una "c" di cane, consonante sorda. |
| گ‎                 | [ɡ]                                  | È una "g" di gatto, consonante sonora. Questa lettera non è presente in arabo. |
| ﻝ‎                 | [l]                                  | È una "l" di leva, consonante sonora. Nella parola "Allah", se si ricalca la pronuncia originale enfatica, la /l/ tensificata è faringalizzata e la /a:/ è una vocale lunga (come si nota dai due punti in IPA). |
| ﻡ‎                 | [m]                                  | È una "m" di mano, consonante sonora. |
| ﻥ‎                 | [n]                                  | È una "n" di nave, consonante sonora. Se prima di /k, g/, si assimila come nell'italiano panca, fango in /ŋ/, mentre davanti a /b, p/ tende ad assimilarsi e accomodarsi in /m/. Infine, davanti a /q/, muta in /ɴ/, cioè una /n/ pronunciata con la radice della lingua in zona uvulare (lo stesso suono si trova pure in arabo per assimilazione e in giapponese). |
| و‎                 | [v]-, [uː], -[o], [ou]~[au]; [w]-    | È una "v" di vela, consonante sonora e seguita da vocale (in arabo era una semivocale arrotondata chiusa /w/ per formare invece dei dittonghi: si pensi all'italiano "u" in quaglia. La pronuncia originale /w/- è ritenuta in dari ma non in tagico, in cui è /v/-). Se usata per l'allungamento vocalico, fa ottenere la /u:/ a partire dalla /u/ arrotondata breve. Se quella che sarebbe una /u:/ compare a fine parola (e dunque se la vaav compare a fine parola), il tutto si pronuncia /o/ arrotondata breve (le vocali e i diacritici sono spiegati meglio più avanti). Se preceduto dalla vocale breve /ɑ/ per formare il dittongo /ɑu/ (arabo /au/), la pronuncia muta in /ou/ in pronuncia standard e /o:/ nel dialetto di Teheran (resta /au/, come in arabo, nel persiano/parsi afghano, una variante detta "dari", da non confondere con il pashto, nel tagico muta in /av/). Si trascrive "OW". |
| ﻩ‎                 | [h], -[e]                            | È un'aspirazione sorda. Se a fine parola, muta in una vocale breve: /e/. Altrimenti, nella parlata slang di Teheran, può cadere. |
| ﻯ‎                 | [j], [i], [ɒː] ([aj] / [eː] in Dari) | È una "i" di iena, semivocalica e con cui si formano i dittonghi (in arabo ha due punti in basso). Se dopo la /i/ breve, forma l'allungamento vocalico /i:/. Se a fine parola, grossomodo corrisponde a una /a:/ lunga e anche in arabo è senza punti. In arabo, per la precisione, questa lettera si usa per trascrivere la -/a:/ nelle parole indeclinabili (al massimo si può inserire la nunazione -an, ma nessuno dei tre casi grammaticali, cioè nominativo, caso obliquo/genitivo e accusativo). In più in questa lettera si poteva scrivere una piccola alif miniaturizzata, detta "dagger alif/alif pugnale", tale per cui si ottiene ىٰ. La alif pugnale si usa in arabo anche in un gruppetto di vocaboli diffusi, come i deittici prossimali e la parola "Allah". Infine, la ye si usa pure in arabo per trascrivere il dittongo /ai/, che in Dari e Tajik resta tale e che in persiano iraniano si pronuncia /ei/. Si romanizza "EY". L'alfabeto arabo-persiano dunque ha delle consonanti in più e delle mutazioni rispetto al parsi arcaico e all'arabo, come la caduta di tutte le faringalizzazioni e delle consonanti faringali. L'alfabeto jawi funziona in modo analogo, come anche quello usato per scrivere in swahili (aveva due vocali in più) e hausa. Nell'alfabeto urdu sono anche presenti i suoni retroflessi presenti pure in hindi e sanscrito (scritti però in devanagari), cioè suoni pronunciati con la lingua piegata all'indietro e un diacritico (una sorta di nuun senza il punto) per indicare la nasalizzazione della vocale su cui si scrive. L'alfabeto ebraico e arabo derivano dal fenicio, ma quello ebraico non è un corsivo con quasi tutte le lettere attaccate: sono separate e solo un pugnetto di consonanti, se scritte a fine parola, hanno una forma finale tale per cui la loro forma si "srotola" verso il basso. |

A queste lettere si aggiunge la hamze ء, trascritta con un apostrofo e con valore IPA [ʔ]: è lo stacco glottale. Si scrive in isolamento o sopra una alif/vaav/ye che, secondo i grammatici arabi tradizionali, funge da sedia ("kursiyy"): أ, ئ, ؤ. Non funziona come in arabo, siccome a inizio parola non si pronuncia obbligatoriamente uno stacco glottale.

### Diacritici e altri caratteri in arabo e persiano
Siccome il persiano usa l'alfabeto arabo, ha prestiti arabi e il testo religioso fondamentale dell'Islam, cioè il Corano, è scritto in arabo e si può leggere e studiare direttamente in arabo, si presentano qui i diacritici in persiano insieme a quelli in arabo e/o al loro utilizzo in arabo.
| Diacritico/ lettera | Romanizz. | Trascrizione IPA   | Spiegazione |
| ------------------- | --------- | ------------------ | --- |
| ◌‍َ                   | a         | /ɒ/, /æ/           | In persiano è la /ɒ/ breve, posteriore e arrotondata. La pronuncia /æ/ fariferimento alla lingua standard di Teheran. In arabo è una /a/ breve con molte variazioni in pronuncia, ma il suono è inconfondibile. Consiste in un trattino che si scrive sopra la consonante, sedia o semivocale. |
| ٰ                    | â         | /ɒ:/               | È la alif pugnale, usata in arabo sopra una consonante o dentro alla ye senza punti, che gli arabi chiamano "alif maqsura". Si pronuncia come /a:/ lunga e a fine parola, nelle parole indeclinabili, si scrive dentro la alif maqsura, ottenendo ىٰ. Si trova pure nella parola "Allah", الله. |
| ا◌‍َ                  | ā         | /ɒː/               | È la "a" con allungamento vocalico, sempre gutturale e posteriore (anche in dari). L'allungamento si ottiene con la alif. |
| ◌‍ِ                   | e         | /e/~/i/, /ɪ/       | In persiano è la /e/ (in dari/persiano afgano, che è conservativo e molto simile all'arabo, è una /i/ breve, come anche in Tajik pure se aperta). In arabo è /i/ breve. Questo trattino non si scrive in alto, ma in basso alla consonante, sedia o semivocale. |
| ى◌‍ِ                  | ī         | /i:/               | È una /i:/, con allungamento vocalico. |
| ◌‍ُ                   | o         | /o/~/u/, /ʊ/       | In persiano è la /o/, vocale arrotondata, mentre in dari è /u/ arrotondata e breve, come in arabo e tagico (in tagico però è più aperta). |
| و◌‍ُ                  | ū         | /u:/; -/o/         | È una /u:/, con allungamento vocalico. Se a fine parola, si muta in pronuncia e romanizzazione con -/o/ breve e arrotondata. |
| ْ                    | - - -     | - - -              | È un cerchiolino vuoto che si scrive sopra le consonanti, si chiama "sukūn" e indica la mancanza di vocale. |
| ّ                    | - - -     | - - -              | È un segnetto simile a "ω" scritto sopra la consonante o semivocale e indica la tensificazione o raddoppio o geminazione consonantica (e.g. italiano pala VS palla). Intuitivamente, si trova anche sopra la parola "Allah". Si chiama "shadda/tashdīd" |
| ـاً                  | -an       | -/an/              | È la nunazione in avverbi arabi e in parole arabe terminanti con il caso accusativo -a (complemento oggetto diretto). Il diacritico, cioè due trattini l'uno sull'altro, per la precisione si chiama "tanwīn". "Nunazione" deriva dal nome del suono /n/, "nuun". Si scrive in alto ed è sempre affiancata da una alif sorda. In persiano, la grafia si è leggermente cambiata siccome il tanwīn si è spostato sopra la punta della alif, come se fosse la sedia. |
| ٍ                    | -in       | -/in/              | È la nunazione al caso obliquo/genitivo in arabo -i (complemento di specificazione, origine, d'agente, compagnia, moto da luogo, moto a luogo, termine, vantaggio... Il caso obliquo è vastissimo e si trova pure in hindi e bengali. Anche il greco moderno si basa su tre casi). Il tanwīn si scrive in basso alla consonante o semivocale. |
| ٌ                    | -un       | -/un/              | È la nunazione al caso nominativo -u in arabo (soggetto della frase). Si scrive sopra la consonante o semivocale e deriva da due vaav affiancate e scritte in piccolo. |
| لا, ﻼ               | lā        | /lɒ/               | Si chiama "lam-'alif" ed è la grafia della lam seguita dalla alif per indicare un allungamento vocalico o se la alif si usa come sedia per lo stacco glottale (in modo sbrigativo, أ e إ si chiamano "alif hamza"). In arabo, la pronuncia è /la:/, mentre in persiano si perde l'allungamento vocalico. La lam è molto usata in arabo perché fa parte dell'articolo determinativo invariabile 'al (a cui si aggiungono fenomeni di assimilazione consonantica nelle cosiddette "lettere solari" e "lettere lunari") e un fenomeno di caduta vocalica (segnalata in arabo con un diacritico, una piccola ص sulla alif, ottenendo la "alif-wasla" ٱ) tale per cui resta solo la /l/, con eventuale assimilazione consonantica se la consonante successiva è una lettera solare. |
| آ                   | â         | /ɒ/                | Si chiama "alif madda" e in arabo indica lo stacco glottale seguito dalla /a:/ lunga. La lam può essere seguita da una alif madda e si scrive come لآ. In persiano, la alif madda perde lo stacco glottale e l'allungamento vocalico. |
| ﮥ                   | -eye(h)   | /eje/              | Si trova solo in persiano sempre a fine parola e si pronuncia "eie" come in deiezione. |
| ة ىة                | (t)       | - - - oppure -/t/- | Si usa in arabo ed è una "h" modificata con due punti in alto. In arabo è il suffisso del femminile e, se non si pronuncia il caso nella parlata slang e quotidiana, è muta. È sempre preceduta dalla vocale del femminile singolare, /a/ breve (e.g. "Mudīr" direttore > "Mudīra" direttrice). Se si pronuncia il caso, si pronuncia /at/ + vocale del caso (e.g. il direttore [c. oggetto diretto] "al-mudīra" > la direttrice [c. oggetto diretto] "al-mudiirata"). |

### Numerali in arabo e persiano
| Sanscrito-hindi +nome in sanscrito | Bengali   | Arabo moderno | Urdu          | Arabo    | Persiano       | Nome in hindi | Nomi imparentati in altre lingue indo-europee |
| ---------------------------------- | --------- | ------------- | ------------- | -------- | -------------- | ------------- | --- |
| ०, śūnya (शून्य)                     | ৹, shunnô | 0             | ۰, صفر sifar  | ٠,صفر    | ٠ sefr (صفر)   | śūnya (शून्य)   | (in arabo classico è stato poi tradotto come "ṣifr", cioè "nulla"; in latino medievale è stato poi traslitterato come "zephirum", da cui deriva "zero", usato in parecchie lingue europee), midén - μηδέν (greco moderno), nihil (latino) |
| १, eka (एक)                        | ১, æk     | 1             | ۱, ایک ek     | ١,وا حد  | ۱ yek (یک)     | ek (एक्)       | ekh (sylheti, assamese), ena - ένα, one (inglese), ūnus (latino) |
| २, dvi (द्वि)                        | ২, dui    | 2             | ۲, دو do      | ٢,إثنان  | ۲ do (دو)      | do(दो)         | dos (spagnolo), duos (latino), dva (russo), due (italiano) deux (francese), tveir (norvegese antico) dui (sylheti, assamese), dyo - δυο, two (inglese < Old English *twa)                                                                 |
| ३, tri (त्रि)                        | ৩, tin    | 3             | ۳, تین tīn    | ٣,ثلاثة  | ۳ se (سه)      | tīn (तीन्)      | tri (russo), tre (italiano) tres (spagnolo), três (portoghese) three (inglese), tin (sylheti) drei (tedesco), trois (francese) tini (assamese), tria - τρία, trēs (latino)                                                                |
| ४, catur (चतुर्)                     | ৪, car    | 4             | ۴, چار chār   | ٤,أربعة  | ۴ hahâr (چهار) | cār (चार्)      | katër (albanese), quattuor (latino). quattro (italiano), cuatro (spagnolo) quatro (portoghese), quatre (francese) četiri (serbo), četyre (russo) sair (sylheti), sari (assamese), ceathair (gaelico), tessera - τέσσερα                   |
| ५, pañca (पञ्च)                     | ৫, pãch   | 5             | ۵, پانچ pāṅch | ٥,خمسة   | ۵ panj (پنج)   | pā͂c (पाँच्)      | pjat' (russo) penki (lituano), pięć (polacco), pans (assamese) fas (sylheti), pente - πέντε, quīnque (latino), cinque (italiano) |
| ६, ṣaṣ (षष्)                        | ৬, chôy   | 6             | ۶, چھ chaḥ    | ٦,ستّة    | ۶ shesh (شش)   | chaḥ (छः)      | shesh (persiano), seis (spagnolo) seis (portoghese), six (francese) six (inglese), sei (italiano) sechs (tedesco), shôy (assamese), soy (sylheti), eksi - έξι, sex (latino)                                                               |
| ७, sapta (सप्त)                     | ৭, shat   | 7             | ۷سات sāt      | ٧,سبعة   | ۷ haft (هفت)   | sāt (सात्)      | sette (italiano), siete (spagnolo) sieben (tedesco), sept (francese) sete (portoghese), shat (sylheti), epta - επτά (< */h/-), seven (inglese), septem (latino)                                                                           |
| ८, aṣṭa (अष्ट)                      | ৮, at     | 8             | ۸, آٹھ āṭh    | ٨,ثامنية | ۸ hasht (هشت)  | āṭh (आठ्)      | hasht (persiano), astoņi (lettone) acht (tedesco), åtte (norvegese) otto (italiano), oito (portoghese) eight (inglese), huit (francese) at (sylheti), oktw - οκτώ, eight (inglese), octō (latino)                                         |
| ९, nava (नव)                       | ৯, nôy    | 9             | ۹, نو nau     | ٩,تعسة   | ۹ noh (نه)     | nau (नौ)       | nove (italiano), nove (portoghese) nueve (spagnolo), neuf (francese) nine (inglese), nô (assamese) nôy (sylheti), neun (tedesco) naw (gallese, o "Cymraeg"), ennea - εννέα, novem (latino)                                                |

## Lingue che usano la scrittura arabo-persiana
Uso attuale
- Azero (Iran)
- Balochi
- Brahui
- Gilaki
- Kashmiri
- Kazako In Cina e Iran
- Curdo (Dialetto Kurmanji in Iran e Iraq, Dialetto Soranî)
- Kirghiso in Cina e Afghanistan
- Laki
- Lingua luri
- Lingua pashto
- Marwari noto anche come Rajasthani
- Mazandarani

- Persiano, tranne nel tagico
- Punjabi occidentale (Scrittura Shahmukhi)
- Qashqai
- Sindhi
- Saraiki
- Tagiko in Afghanistan da gruppi etnici tagiki
- Turkmeno in Iran e Afghanistan
- Urdu
- Burushaski
- Uzbeko in Cina e Afghanistan
- Uyguro (usa diversi sistemi di scrittura, cf. Alfabeto uiguro)
- Cinese Xiaoerjin, una scrittura arabo-persiana modificata